# Gussjötjärnen, Hälsingland
Gussjötjärnen är en sjö i Ljusdals kommun i Hälsingland och ingår i Ljusnans huvudavrinningsområde.